# Erythrodiplax atroterminata
Erythrodiplax atroterminata är en trollsländeart som beskrevs av Friedrich Ris 1911. Erythrodiplax atroterminata ingår i släktet Erythrodiplax och familjen segeltrollsländor. Inga underarter finns listade i Catalogue of Life.